# Pittura a spruzzo

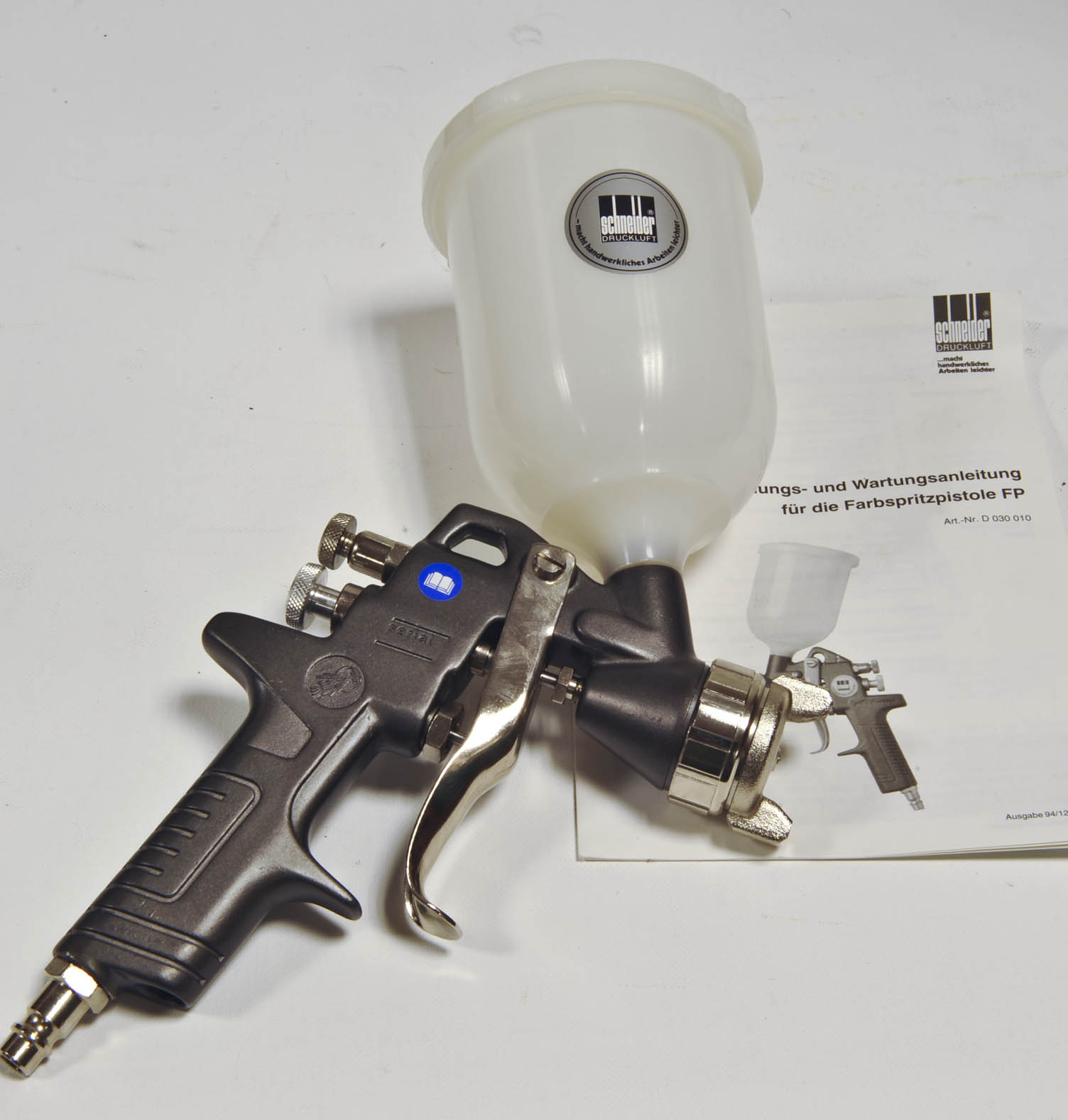
Un aerografo a spruzzo

La pittura a spruzzo (o pittura a spray) è una tecnica pittorica nel quale uno aerografo spruzza vernice, inchiostro, ecc. Questa tecnica viene utilizzata di solito per coprire grandi superfici. 

## Storia
La vernice a spruzzo ad aria compressa può essere ricondotta all'uso della compagnia ferroviaria americana Southern Pacific Railway nei primi anni 1880. Nel 1887 Joseph Binks, supervisore del negozio Marshall Field di Chicago, sviluppò un dispositivo a spruzzo per applicare la vernice bianca nelle pareti del negozio.
Francis Davis Millet, autore delle decorazioni degli edifici partecipanti alla Fiera Colombiana di Chicago a Chicago nel 1893, utilizzò per pitturare questi edifici lo stesso dispositivo creato dallo stesso Binks, impiengando così meno tempo rispetto al solito metodo di vernicitura.
Invece, nel 1949 Edward Seymour sviluppò una forma più moderna, utilizzata anche oggi, di vernicitura.

### Altri usi
La pittura a spruzzo è stata anche utilizzata per gli appassionati di graffitismo. L'introduzione della pittura a spruzzo fu fondamentale per questo tipo di forma d'arte. È stata utilizzata anche da persone eminenti come: Jules Olitski, Dan Christensen, Peter Reginato, Sir Anthony Caro e Jean-Michel Basquiat.